# Gaius Quintius Laberius Tutor Sabinianus
Gaius Quintius Laberius Tutor Sabinianus war ein im 1. Jahrhundert n. Chr. lebender Angehöriger des römischen Ritterstandes (Eques).
Durch ein Militärdiplom, das auf den 28. April 75 datiert ist, ist belegt, dass Sabinianus 75 Kommandeur der Cohors I Raetorum war, die zu diesem Zeitpunkt in der Provinz Moesia stationiert war.